# Demon Hunter
I Demon Hunter sono una band alternative metal/christian metal di Seattle (Washington), fondata dai fratelli Don Clark e Ryan Clark. I Demon Hunter sono dichiaratamente cristiani e condividono apertamente la loro fede in molte canzoni.

## Formazione
- Ryan Clark - voce (2000-presente), chitarra (2000-2003)
- Jeremiah Scott - chitarra ritmica (2011-presente)
- Patrick Judge - chitarra solista, cori (2009-presente)
- Jon Dunn - basso (2003-presente)
- Timothy "Yogi" Watts - batteria, percussioni (2004-presente)

### Ex componenti
- Don Clark - chitarra ritmica, cori (2003-2009), basso (2000-2003)
- Kris McCaddon - chitarra solista (2003-2005)
- Ethan Luck - chitarra solista, cori (2005-2009)
- Ryan Helm - chitarra ritmica (2009-2011)
- Jesse Sprinkle - batteria, percussioni (2000-2004)

### Turnisti
- Randy Torres - chitarra (2009)

## Discografia

### Album in studio
- 2002 - Demon Hunter
- 2004 - Summer of Darkness
- 2005 - The Triptych
- 2007 - Storm the Gates of Hell
- 2010 - The World Is a Thorn
- 2012 - True Defiance
- 2014 - Extremist
- 2017 - Outlive
- 2019 - War
- 2019 - Peace
- 2021 - Songs of Death and Resurrection

### Album dal vivo
- 2009 - Live in Nashville

### Raccolte
- 2011 - Death, a Destination

### Colonne sonore
- 2008 - 45 Days